# Index (boek)

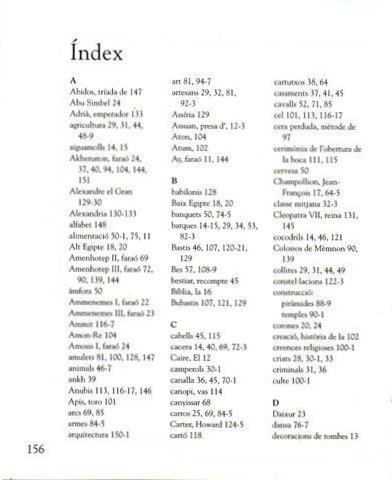
Voorbeeld van een index

Een index of register van een boek of andere publicatie is een lijst met trefwoorden, ook lemma's genoemd en de bijbehorende paginanummers of de vindplaatsaanduiding.
Soms is de index opgesplitst in deelregisters, bijvoorbeeld een apart namenregister, plaatsnamenregister, zakenregister, enz.
Boeken kunnen op hun beurt ook in een index zijn opgenomen. Bekend is de index van verboden boeken van de Rooms-Katholieke Kerk.